# قلب‌های آهنین ۳
قلب‌هایی از آهن ۳ (به انگلیسی: Hearts of Iron III)، یک بازی استراتژیکی است که توسط پارادوکس اینتراکتیو ساخته شده و در سال ۲۰۰۹ توسط شرکت پارادوکس اینتراکتیو برای ویندوز منتشر می‌شود.

## بازتاب‌ها
| ناشر         | امتیاز |
| ------------ | ------ |
| گیم‌اسپات     | 8.5/10 |
| آی‌جی‌ان       | 8.5/10 |
| Crispy Gamer | Buy    |
| GamerLimit   | 75/100 |
| GamePro      | 70/100 |
| Smartyweb!   | 65/100 |
| PC Zone UK   | 60/100 |
| PC Gamer UK  | 81/100 |

## پوند به بیرون
- وبگاه رسمی
- Paradox Interactive
- Hearts of Iron 3 Development Twitter
- Interview with Paradox Interactive’s Producer Johan Andersson
- "Hearts of Iron 3 Impressions" from The Reticule
- English Wiki site